# Miss Islande
Pour le roman, voir Miss Islande (roman).

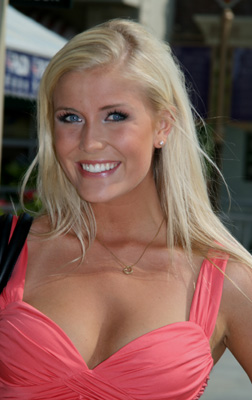
Jóhanna Vala Jónsdóttir, Miss Islande 2007.

Miss Islande (Ungfrú Ísland en islandais) est un concours national de beauté féminine en Islande. Il a lieu depuis 1950 avec une interruption de 1951 à 1953. Le concours débute au niveau régional avec 6 élections locales, 1 pour Reykjavik et 5 pour les autres régions du pays. 3 ou 4 candidates par région, soit un total de 20 à 24 candidates, participent à la phase finale. L'élue du concours Miss Islande participe aux concours de Miss Scandinavie, Miss Europe, Miss Monde et Miss Univers. Mais, depuis 2010, l'Islande ne participe plus à Miss Univers, faute de sponsors.
Le concours 2012 n'a pas eu lieu.
En 2013, le directeur du concours a déclaré que Miss Islande n'est pas forcément le stéréotype de la bimbo blonde. Les candidatures pour le concours ont alors explosé, avec notamment des candidates membres du gouvernement, des féministes (qui veulent bannir le concours de l'île), des hommes...

## Lauréates
- 1950 : Kolbrún Jónsdóttir
- 1951 : -
- 1952 : -
- 1953 : -
- 1954 : Ragna Ragnarsdóttir
- 1955 : Arna Hjörleifsdóttir
- 1956 : Ágústa Guðmundsdóttir
- 1957 : Bryndís Schram
- 1958 : Sigríður Þorvaldsdóttir
- 1959 : Sigríður Geirsdóttir
- 1960 : Sigrún Ragnarsdóttir
- 1961 : María Guðmundsdóttir
- 1962 : Guðrún Bjarnadóttir
- 1963 : Thelma Ingvarsdóttir
- 1964 : Pálína Jónmundsdóttir
- 1965 : Sigrún Vignisdóttir
- 1966 : Kolbrún Einarsdóttir
- 1967 : Guðrún Pétursdóttir
- 1968 : Jónína Konráðsdóttir
- 1969 : María Baldursdóttir
- 1970 : Erna Jóhannesdóttir
- 1971 : Guðrún Valgarðsdóttir
- 1972 : Þórunn Símonardóttir
- 1973 : Katrin Gisladóttir
- 1974 : Anna Björnsdóttir
- 1975 : Helga Eldon
- 1976 : Guðmunda Hulda Jóhannesdóttir
- 1977 : Kristjana Þráinsdóttir
- 1977 : Anna Björk Eðvarðsdóttir
- 1978 : Halldóra Björk Jónsdóttir
- 1979 : Kristín Bernharðsdóttir
- 1980 : Elisabet Traustadóttir
- 1981 : -
- 1982 : Guðrún Möller
- 1983 : Unnur Steinsson
- 1984 : Berglind Johansen
- 1985 : Halla Bryndís Jónsdóttir
- 1986 : Gigja Birgisdóttir
- 1987 : Anna Margrét Jónsdóttir
- 1988 : Linda Pétursdóttir
- 1989 : Hugrún Linda Guðmundsdóttir
- 1990 : Ásta Sigríður Einarsdóttir
- 1991 : Svava Haraldsdóttir
- 1992 : María Rún Hafliðadóttir
- 1993 : Svala Björk Arnardóttir
- 1994 : Margrét Skúladóttir Sigurz
- 1995 : Hrafnhildur Hafsteinsdóttir
- 1996 : Sólveig Lilja Guðmundsdóttir
- 1997 : Harpa Lind Harðardóttir
- 1998 : Guðbjörg Hermannsdóttir
- 1999 : Katrín Rós Baldursdóttir
- 2000 : Elín Málfríður Magnúsdóttir
- 2001 : Ragnheiður Guðfinna Guðnadóttir
- 2002 : Manuela Ósk Harðardóttir
- 2003 : Ragnhildur Steinunn Jónsdóttir
- 2004 : Hugrún Harðardóttir
- 2005 : Unnur Birna Vilhjálmsdóttir
- 2006 : Sif Aradóttir
- 2007 : Jóhanna Vala Jónsdóttir
- 2008 : Alexandra Ívarsdóttir
- 2009 : Guðrún Rúnarsdóttir
- 2010 : Fanney Ingvarsdóttir
- 2011 : Sigrún Eva Ármannsdóttir
- 2012 : pas d'élection
- 2013 : Tanja Ýr Astþórsdóttir
- 2014 : -
- 2015 : Arna Ýr Jónsdóttir
- 2016 : - Miss Univers Hildur María Leifsdóttir - Miss Monde Anna Lára Orlowska
- 2017:  - Miss Univers Arna Ýr Jónsdóttir - Miss Monde Ólafía Ósk Finnsdóttir
- 2018:  -  Miss Univers Katrín Lea Elenudóttir - Miss Monde Erla Ólafsdóttir
- 2019:  -  Miss Univers Birta Abiba Þórhallsdóttir - Miss Monde Kolfinna Mist Austfjörð
- 2020:  -  Miss Univers Elísabet Hulda Snorradóttir
- 2021:  -  Miss Univers Elísa Gróa Steinþórsdóttir - Miss Monde Hugrún Birta Egilsdóttir
- 2022:  -  Miss Univers Hrafnhildur Haraldsdóttir
- 2023:  -  Miss Univers Lilja Pétursdóttir
- 2024:  -  Miss Univers Sóldís Vala Ívarsdóttir